# Баллін Микола Петрович
Баллін Микола Петрович (6 вересня 1829–1904) — фундатор української і російської кооперації.

## Життєпис
Народився в Петербурзі 6 вересня 1829 р. (за даними окремих літературних джерел — в Катеринославі).

### Освіта
Вчився Баллін у Петербурзі в училищі правознавства і готував себе до державної служби. По закінченні курсу навчання почав працювати в сенаті в чині колезького секретаря, але згодом переїхав до Симбірська, а потім до Катеринослава, де за його участю було засновано «Товариство самовдосконалення». Товариство згуртувало ліберальні кола міста і ставило за мету здійснення "моральної революції" у суспільстві.
У 1860 року Баллін переїздить до Харкова, де поміж учених університету були популярними ліберальні ідеї і приділялась велика увага думкам Шульце-Деліча про розвиток англійської кооперації. В університеті Баллін знайомиться з професором, суспільним діячем Є. С. Гордієнком, під впливом якого звертає увагу на самобутність Слобожанщини, її історію та людей. Він створює на кооперативних засадах «Клуб честних й благородних людей», стає одним із засновників недільних шкіл та комітету грамотності.
За політичну агітацію 10 липня 1862 року Балліна переводять на службу до Пензи. Але і там він не залишає політичної діяльності, тому жандармерія ставить питання про звільнення його від служби по Міністерству юстиції. 30 вересня колезький асесор Баллін подає у відставку, обравши місцем проживання Харків, який приваблював його тим, що місцева інтелігенція захоплювалася пошуками перспектив суспільного розвитку через кооперативний рух.

### Після державної служби
Залишивши державну службу, Баллін віддає своє життя громадській діяльності. Він відкриває книжкові магазини у Харкові, Херсоні та Курську, налагоджує зв'язки з книговидавцями та сам організовує видання книжок, зокрема й на кооперативних засадах. До магазинів М. Балліна надходили і заборонені твори, тому в 1866 р. влада змусила його закрити свої книгарні.
Микола був одним з ініціаторів заснування першого в Україні споживчого товариства у 1866 році. Думка про створення споживчого товариства в Харкові виникла спочатку у невеликому гурту до складу якого входили професори і громадські діячі Бекетов, Бриліантов, Гордієнко тощо. У близьких стосунках з ними був і Баллін. Він брав участь у розробці статуту Харківського споживчого товариства, хоч і не підписав його. Статут був затверджений 6 жовтня 1866 року, а вже 29 жовтня того ж року відбулися перші збори засновників товариства у кількості 26 осіб. За основу діяльності першого споживчого товариства в Україні були покладені основні принципи рочдельців: низький план, демократичний устрій кооперативу, продаж товарів пайовикам за готівку за помірними цінами, відрахування частки доходів в загальний фонд кооперативу, розподіл залишкової частки доходу за сумою покупок, зроблених кожним пайовиком у споживчому товаристві, — і саме це забезпечило його успіх. Пайовий внесок становив досить значну суму — 50 карбованців. 64 члени кооперативу сплатили всю суму, а 292 — тільки частину. Загальна сума пайового капіталу становила 7 000 карбованців.
З метою вивчення кооперативного руху за кордоном М. Баллін у 1869 році здійснив поїздки до Берліна, Нейштадта, Гамбурга, Лондона, Манчестера, Парижа, Женеви та інших міст Європи, де ознайомився з різними формами кооперативного руху — споживчими товариствами, кооперативними друкарнями тощо. Зокрема в Англії М. Баллін відвідав відомий Рочдельський кооператив, вивчив роботу кооперативної фабрики і закупив там деякі товари для Харківського споживчого товариства. Він також відвідав кооперативне товариство оптових закупівель у Манчестері, взяв участь у роботі першого англійського конгресу в Лондоні. Поїздка М. Балліна в країни Західної Європи дала змогу Харківському товариству налагодити торговельні зв'язки з англійськими та швейцарськими товариствами оптових закупівель, а М. Баллін, в свою чергу, вперше познайомив закордонних кооператорів з особливостями розвитку кооперації в Росії та Україні.
На зборах Харківського кооперативного товариства 27 вересня 1869 р. М. Баллін вніс пропозицію про його вступ у члени Англійського товариства оптових закупівель. Збори схвалили і наступну, внесену М. Балліним пропозицію про вступ Харківського споживчого товариства в члени Швейцарської спілки споживчих товариств.

## Книговидання
Баллін багато уваги приділяв видавничій справі. У 1869 році він утворив при Харківському споживчому товаристві кооперативне видавництво і видав серію брошур. Баллін написав працю «Первая памятная книжка Русских потребительннх обществ» і видав її в 1870 р. У 1871 р. він завершив підготовку збірника «Кооперація на Заході», та приступив до видання серії «Кооперативна бібліотека». Харківське споживче товариство успішно розвивалося, нарощувало обсяги товарообігу і власного капіталу, на початку 1870-х рр. мало чотири крамниці, завод мінеральних вод, агентство швейних машин, кравецьку майстерню, їдальню.
На жаль, Балліну і його соратникам не вдалося уникнути прорахунків в діяльності товариства. Воно незадовільно вело облік товарів, а їх запаси значно перевищували раціональні потреби. Будучи невдоволеними розмірами дивідендів, багато членів-пайовиків вибули з товариства. Почастішали розтрати, крадіжки, зменшилися прибутки, зросла заборгованість. В грудні 1872 р. товариство припинило своє існування. І хоча воно функціонувало недовго, все ж справило великий вплив на зародження і розвиток споживчої кооперації в Україні.

### Кінець XIXст.
На початку 1890-х років кооперація в Росії та Україні знову набувала поширення. Баллін з ентузіазмом відновив практичну кооперативну діяльність. Наприкінці 90-х років він прочитав курс лекцій про кооперацію для членів харківської студентської комуни. У 1897 році у Харкові відкрився «Магазин кооперативних творів М. П. Балліна». Метою М. Балліна було заснування кооперативного центру, який би давав змогу кооперативам отримувати товари закордонного кооперативного виробництва. У каталозі кооперативних виробів М. Балліна за 1899 р. значилися різноманітні товари: кава, какао, чай, мило Англійського товариства оптових закупівель, фарби, велосипеди, ножові товари кооперативного виробництва тощо.
Баллін мріяв перетворити магазин у «постійну виставку всіх кооперативних виробів всього світу і кооперативну контору для споживачів». На підставі спогадів другої дружини Балліна Лариси Павлівни Позен, П.Пожарський писав: «М. Баллін був дуже заможною людиною (свого часу мати йому подарувала 15 тисяч рублів), але все своє майно витратив на різні експерименти по кооперації. Так, він часто закуповував силу всякого краму в Англії, Швейцарії та інших кооперативних союзах за кордоном. Його власна кімната була завалена таким крамом. Цей крам часто залежувався і пропадав. Він старався споживати тільки кооперативний крам, кооперативні вироби». Серед починань М. Балліна був проект міжнародної кооперативної енциклопедії. Саме йому належить ідея заснування Харківського кооперативного університету та Міжнародної вищої кооперативної школи.
Баллін був активним діячем Харківського товариства грамотності. За 25 років жодного разу не пропустив зібрання Товариства. Коли у 1896 році він тяжко захворів і вперше не відвідав зібрання, за пропозицією Сергія Раєвського, Балліну було присуджене звання почесного члена товариства.

## Останні роки
Помер Баллін 14 травня 1904 р, його поховали в Харкові на міському цвинтарі, на могилі встановлено хрест з простим і лаконічним написом «Баллін — кооператор». Після смерті іменем Балліна було названо читальню, яку він заснував у Харкові. У 1996 р. на будинку по вул. Чернишевського, 40 у Харкові встановлена меморіальна дошка, яка сповіщає, що в ньому жив і працював громадський діяч, просвітитель і кооператор — Микола Баллін. 20 вересня 2003 р. на будівлі Харківської облспоживспілки (Нетечінская набережна, 14) було відкрито меморіальну дошку — горельєфне зображення засновника українського кооперативного руху Миколи Балліна. Автор меморіальної дошки скульптор Ірина Голець.
До 170-ліття від дня народження М. Балліна кооператори Донецької області встановили на території Донецького економіко-правового кооперативного технікуму пам'ятник піонерові української кооперації. Найбільше посприяли втіленню в життя задумів про увіковічення пам'яті М. Балліна голова правління Донецької облспоживспілки Гончаренко В. Д. і директор технікуму Гавриленко Ю. М. Скульптор пам'ятника Посполітак М. К. У 2001 році постановою Кабінету міністрів Донецькому економіко-правовому кооперативному технікуму було присвоєно ім'я М. П. Балліна.
Безперечно, постать М. П. Балліна є неординарною і до кінця не вивченою. Микола Баллін розглядав кооперацію як соціально-реформаційний рух, заснований на колективній праці, об'єднанні всіх на ґрунті економічної і духовної взаємодопомоги, інтеграції всіх і всього, незалежно від класових ознак, класової боротьби національних рис. Згідно з вченням Балліна, кооперація має охопити не тільки всі галузі людської праці і людських стосунків, але й все людство. Головним у кооперації Баллін вважав колективне начало і бачив її силу в тому, що вона об'єднує інтереси людей і дає вигоду всім.